# Raja Club Al Hoceima
Le Raja Club Al Hoceima est un club marocain de football, basé à la ville d'Al Hoceima et évoluant en Troisième division.

## Histoire
Fondé en 1995, le Raja Al Hoceima est promu, en 2009, en GNF 2 pour la première fois de son histoire.

## Palmarès
- Champion du Maroc GNFA 1 - Groupe Est
  - Champion : 2009